# Crònica d'una mirada
Crònica d'una mirada és una sèrie documental catalana de sis capítols d'uns 45 minuts que es va estrenar al Canal 33 el 23 de novembre de 2003. Fou dirigida per Manuel Barrios Lucena i es basava en el llibre Historia crítica y documentada del cine independente en España (1955-1975) de Joaquim Romaguera i Llorenç Soler.
Ha estat editat en un llibre i sis DVD amb set hores de gravació.

## Argument
La sèrie fa un repàs a la Catalunya i l'Espanya dels anys 1960 i 1970 a través dels cineastes com Joan Gabriel Tharrats, José María Nunes, Helena Lumbreras, Llorenç Soler, Pere Portabella, Antoni Lucchetti i Farré o Antoni Pedrós, i pretén recordar documents clandestins de la dictadura franquista.
El novembre de 2010 fou exhibit novament en el marc de l'exposició "Clandestí: Invisible catalan cinema under Franco sota iniciativa de l'Institut Ramon Llull, l'Institut Cervantes, la Filmoteca de Catalunya, l'Institut del Cinema Català, el Ministeri de Cultura i Le Monde Diplomatique, que fou exhibida a Nova York, Istambul, Berlín, el British Film Institute de Londres, Toronto, Tel-Aviv i Tòquio.

## Episodis
- Bones maneres[5]
- L'emigració
- Xarxes clandestines
- Companys de lluita
- Aires nous
- El final del túnel

## Premis
- Premis Ciutat de Barcelona
- Premi especial del jurat a la 48a edició dels Premis Sant Jordi de Cinematografia.[6]
- Premi del Col·legi de Directors de Cinema de Catalunya